# نیروگاه گازی ری
نیروگاه گازی ری (جاده قدیم قم – باقرشهر، کیلومتر ۷ شهر ری در نزدیکی پالایشگاه تهران، بهره‌برداری ۱۳۵۶)، یکی از نیروگاه‌های ایران از نوع گازی با ظرفیت تولید ۹۷۹٫۴ مگاوات در زمینی به مساحت ۵۲٫۵ هکتار است.
این نیروگاه شامل ۲۹ واحد توربین گازی در دو تیپ وستینگهاوس (۱۲ واحد) و جنرال الکتریک (۱۱ واحد) است که توسط شرکت‌های آسک بلژیک (۶ واحد ۳۲ مگاواتی)، هیتاچی ژاپن (۱۱ واحد ۲۳٫۷ مگاواتی)، فیات ایتالیا (۳ واحد ۳۲ مگاواتی) و میتسوبیشی (۳ واحد ۸۵ مگاواتی) ساخته و نصب شده است.
قدرت عملی نیروگاه در زمستان ۶۳۰ مگاوات و در تابستان ۵۵۰ مگاوات است. سوخت واحدها گاز طبیعی و گازوئیل است که گازوئیل در ۷ مخزن، مجموعاً به ظرفیت ۱۰۰ میلیون لیتر ذخیره‌سازی می‌شود.

## مشخصات فنی واحدها
ظرفیت تولید این نیروگاه در ابتدا، ۱۱۷۱ مگاوات بود که به تدریج واحدهای آن (به جز واحدهای میتسوبیشی) دمونتاژ و به نیروگاه‌های مختلف فرستاده شد یا به دلیل فرسودگی از مدار حذف شدند. همچنین واحد شماره ۱۸ هیتاچی در آبان ۱۳۸۳ به دلیل فرسودگی در اثر انفجار تخریب شد.
طبق اطلاعات شرکت توانیر، مشخصات واحدهای موجود نیروگاه گازی ری تا پایان سال ۱۳۹۱ به صورت زیر است:
| نوع واحد (سازنده واحد) | تیپ توربین    | مدل توربین | تعداد واحد | ظرفیت هر واحد (مگاوات) | جمع (مگاوات) | سال بهره‌برداری |
| ---------------------- | ------------- | ---------- | ---------- | ---------------------- | ------------ | -------------- |
| آسک (Asec)             | وستینگهاوس    | W 25I-B2   | ۶          | ۳۲                     | ۱۹۲          | ۱۳۵۶–۱۳۵۷      |
| هیتاچی                 | جنرال الکتریک | GE-F5      | ۱۲         | ۲۳٫۷                   | ۲۸۴٫۴        | ۱۳۵۶-۱۳۵۷-۱۳۸۶ |
| فیات                   | وستینگهاوس    | TG20       | ۳          | ۳۲                     | ۹۶           | ۱۳۵۷           |
| میتسوبیشی              | وستینگهاوس    | W-701B     | ۳          | ۸۵                     | ۲۵۵          | ۱۳۵۷           |

## روند ساخت واحدهای نیروگاه ری
واحدهای نیروگاه ری بین سال‌های ۱۳۵۶ تا ۱۳۵۷ به بهره‌برداری رسیدند و قسمتی از واحدهای هیتاچی در سال ۱۳۸۶ راه‌اندازی شدند. ۶ واحد هیتاچی بین سال‌های ۱۳۵۶ تا ۱۳۵۷ و ۱۰ واحد هیتاچی دیگر در سال ۱۳۸۶ نصب شد.

## انتقال واحدهای نیروگاه به سایر شهرها
در سال ۱۳۶۰ تعداد ۴ واحد از نوع آ.ا. گ (AEG) به شیروان انتقال یافت و در سال ۱۳۸۰ تعداد ۲ واحد از نوع هیتاچی این نیروگاه به منطقه بندرعباس انتقال داده شد و به ترتیب در سال‌های ۱۳۸۲ یک واحد و در سال ۱۳۸۴ یک واحد دیگر از نوع AEG به نیروگاه جزیره کیش انتقال یافت. در سال ۱۳۸۵، ۴ واحد جدید هیتاچی به زاهدان منتقل شد. در سال ۱۳۸۸، دو واحد AEG به نیروگاه گازی نوشهر انتقال یافت.
طبق اطلاعات موجود، در مورد ظرفیت فعلی نیروگاه ری، تناقضاتی در حدود چند مگاوات وجود دارد که به علت عدم به روزرسانی سایت‌های مرتبط است و ظرفیت فعلی نیروگاه تا پایان سال ۱۳۹۱ در حدود ۹۷۹٫۴ مگاوات است.

## آمار تولید برق و مصرف سوخت نیروگاه در سال ۱۳۹۱
طبق آمار سال ۱۳۹۱، مصرف گازوئیل نیروگاه ری [در سال ۱۳۹۱] ۳۰۷۱۱ هزار لیتر و مصرف گاز ۴۴۸۳۹۷ هزار مترمکعب، راندمان ۲۳٫۳ درصد و کارکرد نیروگاه در سال ۲۱۷۰ ساعت که کارکرد نیروگاه در سال طبق درصد ۲۴٫۷ درصد بوده است.